# Lugaid IV Luaigne
Lugaid IV Luaigne – legendarny zwierzchni król Irlandii z dynastii Milezjan (linia Emera) w latach 75–60 p.n.e. Syn Innatmara, zwierzchniego króla Irlandii.
Objął, według średniowiecznej irlandzkiej legendy i historycznej tradycji, władzę w wyniku zabójstwa swego poprzednika i mordercy ojca, Bressala Bodiobada („Pozbawionego Krów”) z milezjańskiej linii Ira, syna Mileda. Ten był także królem Ulsteru. Władzę nad tym krajem objął kuzyn zmarłego, Eochaid II Salbuide. Lugaid rządził Irlandią piętnaście lat, gdy zginął z ręki Congala I Clairingnecha („z Broad Nails”), króla Ulsteru oraz mściciela śmierci brata Bressala.

## Potomstwo
Pozostawił po sobie troje dzieci (dwóch synów i córkę):
- Crimthann Caem („Przystojny”)
- Cairbre Lusg, miał dwóch synów:
  - Duach III Dallta Dedad („Przybrany Syn Dedada”), przyszły mściciel śmierci dziadka oraz zwierzchni król Irlandii
  - Dedad, oślepiony przez brata
- Fionnabair, córka